# Etheostoma blennioides
 Etheostoma blennioides és una espècie de peix de la família dels pèrcids i de l'ordre dels perciformes
present als Grans Llacs d'Amèrica del Nord i a la conca del riu Mississipi des de l'Estat de Nova York i Maryland fins a l'est de Kansas i Oklahoma als Estats Units, i des d'Ontario (Canadà) fins a Geòrgia, Alabama i Arkansas.
És un peix d'aigua dolça, bentopelàgic i de clima temperat (4 °C-18 °C; 43°N-34°N).
Els mascles poden assolir els 17 cm de longitud total. Absència de bufeta natatòria.
Els joves mengen larves de mosquit i microcrustacis, mentre que els adults es nodreixen de larves de mosquit i d'altres insectes aquàtics immadurs (com ara, tricòpters i efemeròpters).
És depredat per la perca americana de boca petita (Micropterus dolomieu), la truita de rierol (Salvelinus fontinalis), la truita comuna (Salmo trutta), Oncorhynchus mykiss i el bec de serra gros (Mergus merganser).
Igual que molt altres pèrcids, es comunica a través de la coloració: els mascles empren els seus colors per mostrar agressivitat envers altres mascles i per festejar amb les femelles.